# Pak Honjong
Pak Honjong (hangul: 박헌영, handzsa: 朴憲永, RR: Pak Hon-yong; 1900. május 28. – 1955. december 5.) koreai függetlenségpárti, kommunista politikus volt, majd Észak-Korea külügyminisztere.

## Fiatalkora
Pak 1900. május 28-án született a Dél-Cshungcshong (Chungcheong) tartománybeli Jeszan (Yesan-)ban, egy jangban (yangban) (koreai nemes) család sarjaként. 1919-ben végezte el a Kjongszong (Gyeongseong) Gimnáziumot.
1919-ben részt vett a márciusi elsejei függetlenséget követelő tüntetésen, majd a későbbiekben szerepet vállalt más, hasonló mozgalmakban is. 1921-ben csatlakozott az ekkor még Sanghaj (Shanghai) központtal szerveződő koreai kommunista csoportokhoz. 1925-ben, a Szöulban megalakuló Koreai Kommunista Párt a vezetőjévé választotta.
Korea japán megszállása (1910–1945) során többször is bebörtönözték felforgató tevékenység vádjával, majd 1926-ban kénytelen volt elmenekülni a félszigetről. Ezután Mandzsúrián keresztül a Szovjetunióba menekült, ahol folytatta a tevékenységét. 1940-ben visszatért Koreába, ahol ismételten bekapcsolódott a helyi ellenállás munkájába, ezzel megalapozva későbbi tekintélyét.

## A felszabadulás után
Korea 1945-ös felszabadulása után a Szöulban újjászerveződő Koreai Kommunista Párt főtitkára, majd annak szétválása után a dél-koreai szekció vezetője, amely 1946-ban, miután egyesült más pártokkal, a Dél-Koreai Munkapárt nevet vette fel. Miután 1949-ben egyesült a Dél- és az Észak-Korea Munkapártja, Pak lett a Koreai Munkapárt egyik alelnöke.
Ekkoriban a párton belül négy frakció működött, a Kim Ir Szen (Kim Il-sung) vezette partizán, a Kim Dubong (Kim Du-bong) vezette Jenan, Alekszej Ivanovics Hegaj vezette szovjet, illetve a Pak által vezetett, úgynevezett belföldi frakció, amelynek tagjai olyan koreai kommunisták voltak, akik a japán megszállás alatt otthon harcoltak a függetlenségért.
A párton belül betöltött tisztsége mellett Pakot nevezte ki külügyminiszterré Kim Ir Szen (Kim Il-sung) a Koreai Népi Demokratikus Köztársaság (Észak-Korea) kikiáltása után.
A koreai háborút (1950–1953) követően a Koreai Munkapártban meginduló tisztogatási folyamatok első áldozata lett Pak Honjong (Pak Hon-yong), akit a Központi Bizottság augusztusi plénumán azzal vádolt meg Kim Ir Szen (Kim Il-sung), hogy külügyminiszterként az Egyesült Államoknak kémkedett.
1955-ben egy koncepciós per során halálra ítélték, és feltételezhetően ki is végezték, egyes adatok szerint egy évvel később.